# Kaarlo Koskelo
Kaarlo Anton Koskelo (Kotka, 12 aprile 1888 – Astoria, 21 dicembre 1953) è stato un lottatore finlandese.
Ha vinto la medaglia d'oro olimpica nella lotta greco-romana alle Olimpiadi di Stoccolma 1912, in particolare nella categoria pesi piuma.